# Церковь Константина и Елены (Каракас)
Церковь Святых Константина и Елены (рум. Biserica Sfinții Împărați Constantin și Elena din Caracas, исп. Iglesia de San Constantino y Santa Elena) — православный храм Румынской православной церкви в муниципалитете Эль-Атильо на юго-востоке города Каракас в Венесуэле.
Строительство церкви финансировалось румынским банком Banca Dacia Felix и велось при поддержке местных властей. Храм был освящён в 1999 году патриархом Румынским Феоктистом. Церковь построена в традиционном карпатском стиле и является уменьшенной копией Архангельской церкви в Шурдештах. Стены храма расписали Титьяна Попа и Михаела Профириу-Матееску. Фрески сделаны в неовизантийском стиле.
Храм полностью деревянный и построен из сосны и ели без единого гвоздя. Высота колокольни составляет 38 метров.

## Галерея

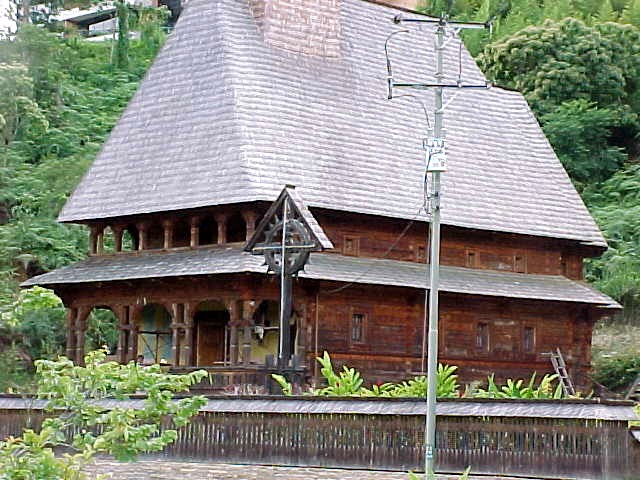
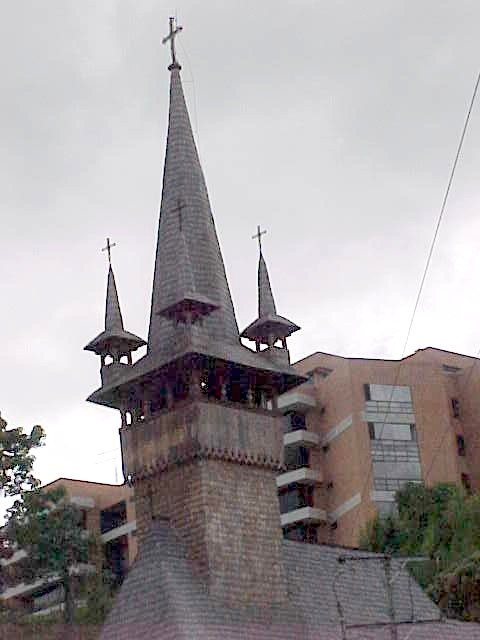
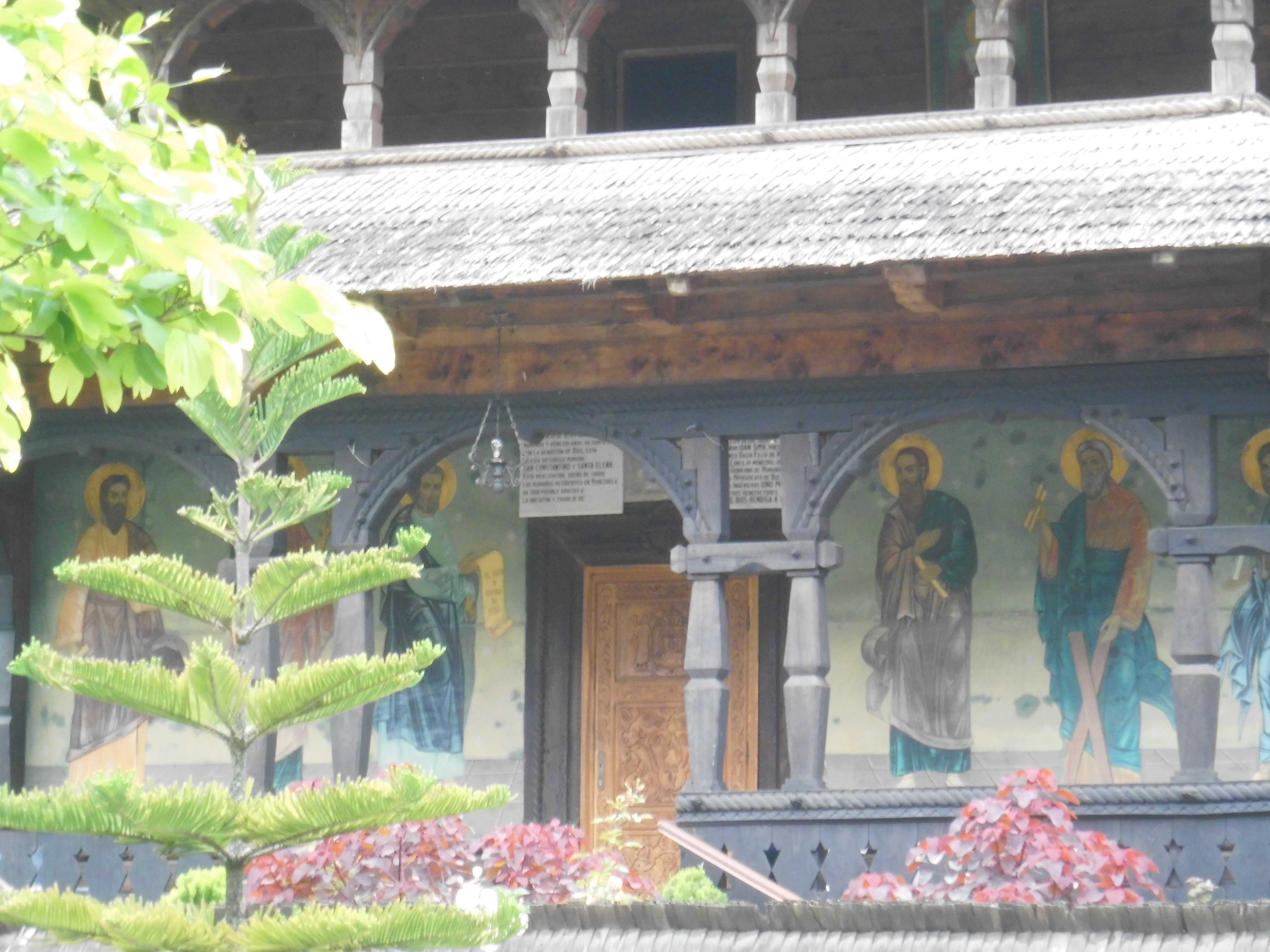
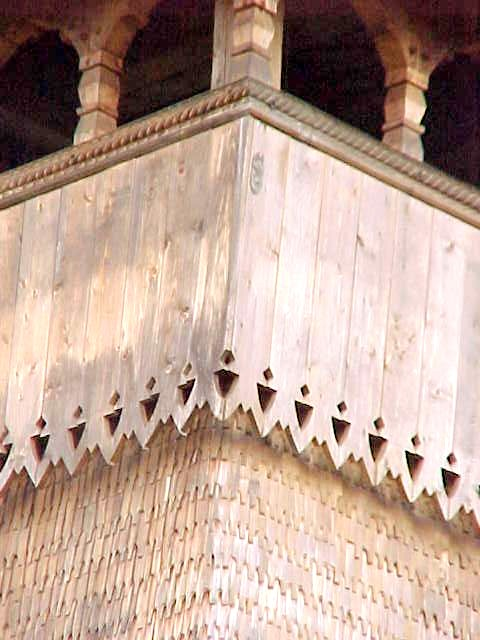
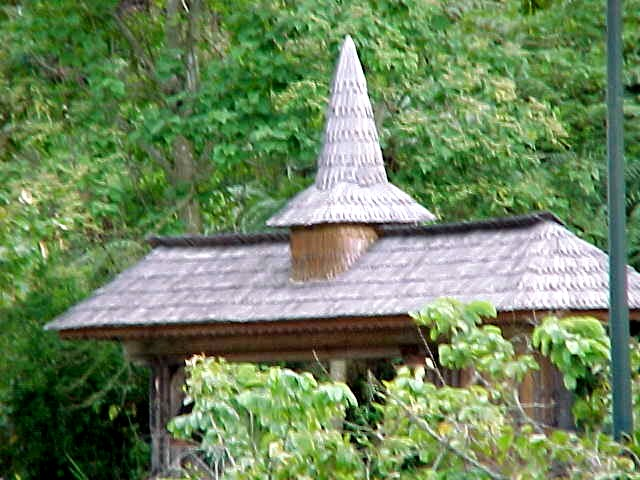
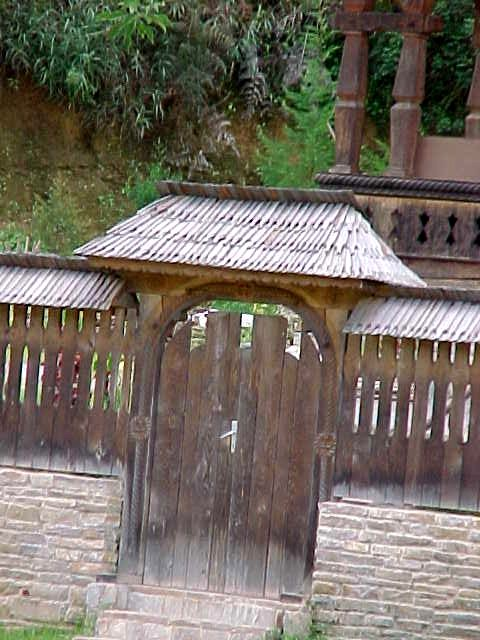